# Perusia (bướm đêm)
Perusia là một chi bướm đêm thuộc họ Geometridae.

## Các loài
- Perusia aurantiacaria
- Perusia aurata
- Perusia bivittata
- Perusia citrinata
- Perusia complicata
- Perusia conspersa
- Perusia elegans
- Perusia flava
- Perusia ignescens
- Perusia illustris
- Perusia inusta
- Perusia lacticinia
- Perusia lucida
- Perusia maculata
- Perusia paja
- Perusia parallela
- Perusia plena
- Perusia praecisaria
- Perusia prasina
- Perusia pulverosa
- Perusia rubripicta
- Perusia simplicior
- Perusia sticta
- Perusia subnotata
- Perusia subsordida
- Perusia subustimaculata
- Perusia sulphurata
- Perusia tenerata
- Perusia verticata
- Perusia viridis
- Perusia zoma